# Montserrat Blanch
Montserrat Blanch Ferrer (n. 1903 - f. Madrid; febrero de 1995) fue una actriz española.

## Biografía
Hermana de los actores José y Modesto Blanch y tía de Jaime Blanch. Actriz eminentemente teatral. Su carrera se remonta a la década de 1920. Se integra entonces en la compañía de Carmen Díaz, en la que compartía escenarios con actores como Rafael Bardem, Matilde Muñoz Sampedro y Julia Lajos en obras como La maja, de Luis Fernández Ardavín, Los duendes de Sevilla (1929), de los Hermanos Álvarez Quintero, La de los claveles dobles (1930), de Luis de Vargas, o El susto (1933), de los Quintero. Más tarde, con Josefina Díaz de Artigas interviene en Mañana me mato (1935), de Pérez Fernández y en 1937 protagoniza Electra, de Benito Pérez Galdós en el Teatro Español.
Tras la Guerra civil española retoma su carrera y en 1940 estrena Mujeres, de Clara Boothe. Poco después, se incorpora a la compañía de Irene López Heredia, con la que interpreta El viaje infinito (1943), de Sutton Vane y La sombra (1944), de Darío Niccomedi.
Ya en los años 1950 tras protagonizar El zoo de cristal (1952), de Tennessee Williams, se une a Mariano Asquerino en el estreno de La mujer de Pilatos (1956), de Rafael Martí Orberá y a Mercedes Prendes en La desconcertante Señora Savage (1959), de John Patrick.
En 1960 obtuvo un gran éxito comercial con el estreno de La boda de la chica, de Alfonso Paso y un año más tarde vuelve a interpretar El zoo de cristal protagonizado por Berta Riaza. En años sucesivos interviene en los montajes de Premio para un asesino (1962), de Frederick Knott, Los monos gritan al amanecer (1963), de José María Pemán, Las chicas del taller (1963), de Juan Ignacio Luca de Tena, con Pastor Serrador, Don Juan Tenorio (1963), en el Teatro Español, La culpa es tuya (1965), de Jacinto Benavente, con Rafael Alonso, El precio de los sueños (1966), de Carlos Muñiz, La factura (1969), con dirección de Luis Escobar y protagonizada por Conchita Montes, El escaloncito (1969), de David Turner, con Florinda Chico, en el Teatro Maravillas, Andorra (1971), de Max Frisch, y Diez negritos (1977), de Agatha Christie.
Junto a su dilatada carrera teatral, participó en el rodaje de una decena de películas, entre las que destaca Nueve cartas a Berta (1966), de Basilio Martín Patino. También intervino ocasionalmente en espacios de televisión como Estudio 1.

## Filmografía
- La defensa de Madrid (Cortometraje, documental), (1936) [nota 1]
- Dos cuentos para dos, (1947)
- Noche de celos, (1949)
- Jack, el negro, (1950)
- Jeromín, (1953)
- Los peces rojos, (1955)
- Operación Popoff, (1957)
- La guerra empieza en Cuba, (1957)
- Una mujer para Marcelo, (1958)
- Navidades en junio, (1960)
- Mi noche de bodas, (1961)
- Teresa de Jesús, (1962)
- Nueve cartas a Berta, (1966)
- El secreto del capitán O'Hara, (1966)

## Actuaciones en televisión
- Novela
  - Premio para un hombre honrado (16 de marzo de 1964)
  - Teresa de Ávila (5 de abril de 1965)
  - Teresa de Ávila II (6 de abril de 1965)
  - Resurrección III (16 de febrero de 1966)
  - Cabeza de estopa (10 de noviembre de 1969)
- ¿Es usted el asesino?
  - Episodio 2 (14 de agosto de 1967)
- Estudio 1
  - Mesas separadas (28 de noviembre de 1967)
  - Las aleluyas del señor Esteve (22 de octubre de 1971)
  - Liliom II (27 de septiembre de 1976)
- Crónicas de un pueblo
  - Los hijos se hacen hombres (9 de abril de 1972)
- Plinio
  - Las hermanas coloradas III (10 de abril de 1972)
- Compañera te doy
  - Orgullo y soberbia (2 de julio de 1973)